# 维贾耶普里
维贾耶普里（Vijayapuri），是印度泰米尔纳德邦Erode县的一个城镇。总人口6455（2001年）。

## 人口
该地2001年总人口6455人，其中男性3361人，女性3094人；0—6岁人口651人，其中男347人，女304人；识字率67.70%，其中男性为76.08%，女性为58.60%。